# Jean Joseph Ange d'Hautpoul
Jean Joseph Ange d'Hautpoul (Cahuzac-sur-Vère, 13 maggio 1754 – Eylau, 14 febbraio 1807) è stato un generale francese che partecipò alle guerre napoleoniche.
Proveniva da un'antica nobile famiglia francese, la cui tradizione militare durava da secoli.
Il tentativo del governo francese rivoluzionario di rimuoverlo dal comando fallì quando i suoi uomini si rifiutarono di consegnarlo. Era solito combattere in prima linea. Nonostante il fallimento della sua cavalleria nella battaglia di Stockach (1799) gli valse una convocazione presso la corte marziale, fu esonerato e partecipò alla campagna di Svizzera del 1799, nelle battaglie di Stockach, Biberach, ed in seguito a Hohenlinden. Fu sottoposto di Michel Ney e Gioacchino Murat. Rimase ucciso nella massiccia carica di cavalleria ordinata da Murat nella battaglia di Eylau del 1807.

## Gioventù
Nato da un'antica nobile famiglia della Linguadoca, si arruolò nell'esercito come volontario nel 1769. Dopo aver fatto parte della legione della Corsica, nel 1771 si trasferì in un reggimento di dragoni. A partire dal 1777 fu ufficiale del reggimento di dragoni della Linguadoca. Nel 1792 divenne colonnello.
Nel 1802 sposò Alexandrine Daumy, da cui ebbe un figlio nato il 29 maggio 1806, di nome Alexandre Joseph Napoléon. Anche il cugino Alphonse Henri d'Hautpoul partecipò alle guerre napoleoniche, come tenente in penisola iberica, e fu catturato durante la Battaglia di Salamanca. In seguito divenne il 28º primo ministro francese, dal 1849 al 1851.

## Guerre rivoluzionarie
Secondi gli scritti contemporanei, d'Hautpoul era un uomo grande, forse più alto di Gioacchino Murat, che si avvicinava ai due metri. Era dotato di spalle larghe e di una voce profonda. Parlava la lingua del soldato comune, e combatteva in prima linea. All'inizio della rivoluzione francese, i commissari visitarono i vari reggimenti alla ricerca di nobili pericolosi. In generale cercavano di sottomettere l'esercito intimidendolo, ma il reggimento di cavalleria di d'Hautpoul si ribellò. Quando i commissari cercarono il loro colonnello, discendente di una dcaduta nobiltà, i soldati si rifiutarono di consegnarlo: "No d'Hautpoul, no 6° Chasseurs". Per questo, nonostante le sue nobili origini, per richiesta dei suoi soldati rimase nell'Armée révolutionnaire française.
d'Hautpoul partecipò nel 1794–1799 alle campagne condotte contro gli eserciti della prima e seconda coalizione. Nell'aprile del 1794 d'Hautpoul fu promosso sul campo a generale di brigata, ed assunse il comando della brigata sotto Jacques Desjardin ed il suo successore, François-Séverin Marceau. Dopo la battaglia di Fleurus la sua unità fu trasferita nella divisione di François Joseph Lefebvre. Nel giugno 1795 il provvisorio grado di generale di brigata fu reso definitivo dal Comitato di salute pubblica. Si distinse nello scontro di Blankenberge del 13 settembre 1795. Nel giugno del 1796 d'Hautpoul fu promosso generale di divisione ed ispettore della cavalleria. Ad Altenkirchen venne ferito alla spalla dal proiettile di un moschetto.
Dopo la degenza gli fu assegnato il comando della cavalleria pesante dell'esercito della Sambre-et-Meuse sotto il generale Paul Grenier. Dopo la battaglia di Neuwied fu trasferito all'esercito inglese sotto Lazare Hoche. Quando il Direttorio francese abbandonò l'idea di invadere l'Inghilterra, fu rimandato sul fronte tedesco, questa volta all'interno dell'esercito del Danubio. Dopo la sconfitta francese nella battaglia di Ostrach, la sua cavalleria di riserva protesse la ritirata francese da Pfullendorf. Pochi giorni dopo, dopo aver fallito una carica nella battaglia di Stockach, fu sospeso su ordine del comandante dell'esercito, Jean-Baptiste Jourdan, il quale lo accusò della sconfitta. Assolto dalla corte marziale di Strasburgo, d'Hautpoul riassunse il precedente incarico alla fine di luglio del 1799, avendo saltato le importanti azioni della prima battaglia di Zurigo.
Nel 1799 d'Hautpoul comandò le brigate di cavalleria di Ney, Lecourbe e Baraguey d'Hilliers nel resto della campagna in Svizzera nordorientale. Nella campagna tedesca del 1800 servì Moreau distinguendosi nelle battaglie di Biberach e Hohenlinden, nella quale la sua cavalleria pesante fu fondamentale per la vittoria sulla fanteria difensiva austriaca.

## Guerre napoleoniche

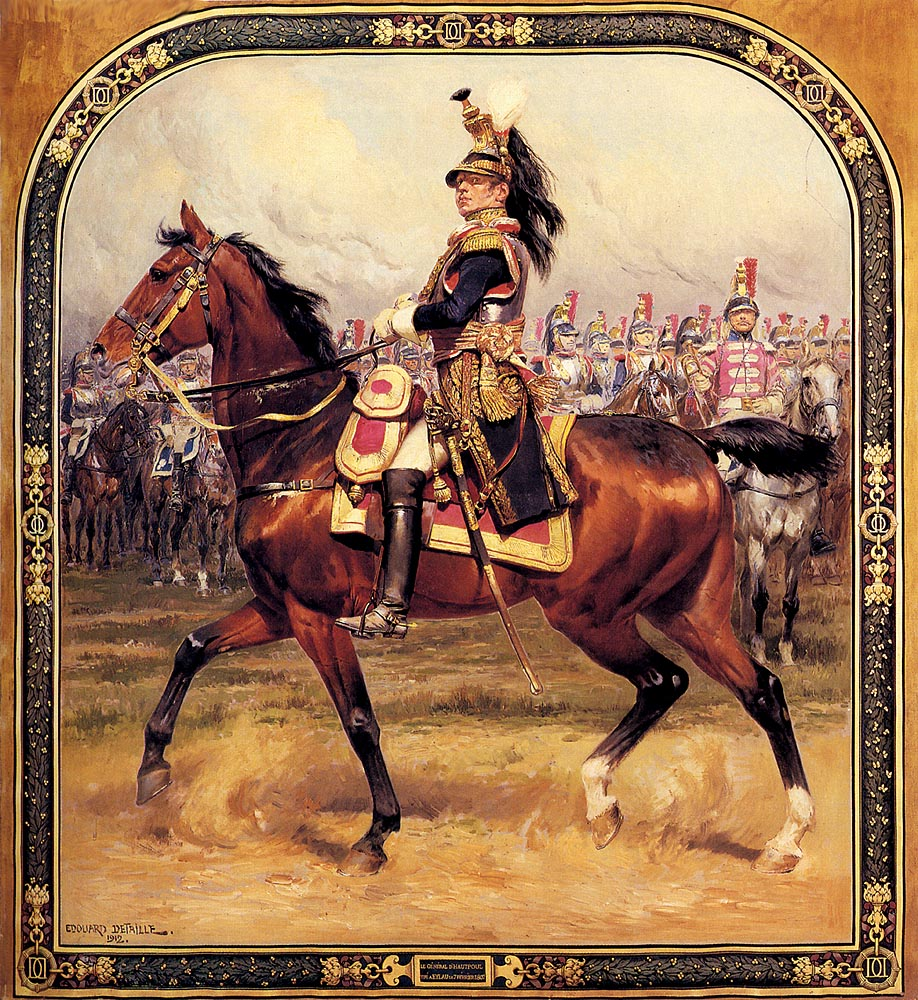
Le Général d'Hautpoul à cheval di Édouard Detaille, 1912

Nel luglio 1801 Napoleone Bonaparte nominò d'Hautpoul ispettore generale della cavalleria, e gli assegnò il comando del reparto nei campi di Compiègne e Saint-Omer. Nell'agosto del 1805 a d'Hautpoul fu assegnato il comando della 2ª divisione di corazzieri di Gioacchino Murat. Ad Austerlitz d'Hautpoul si distinse guidando la sua cavalleria pesante contro il centro russo sulle alture di Pratzen, e rompendo i quadrati di fanteria. Nel 1804 Napoleone lo nominò Grande Ufficiale (grand cordon) della Legion d'onore e senatore, il che gli valse una gratifica di 20 000 franchi.
Nella guerra della quarta coalizione partecipò alla battaglia di Jena ed alla conquista di Lubecca. Trasferito ai Corpi del maresciallo Bessières nel dicembre 1806, tornò a servire Murat in Prussia orientale nell'inverno del 1807.

### Battaglia di Eylau
Quando le attività militari ripresero nell'inverno del 1807, Napoleone sperò di superare la retroguardia russa a Hof, nei pressi di Eylau, chiamata "Preussisch Eylau" (oggi all'interno dell'Oblast' di Kaliningrad). Ordinò ai suoi dragoni di conquistare un ponte, ma fallirono subendo molte perdite. D'Hautpoul e i suoi corazzieri (cavalleria pesante composta da uomini enormi su cavalli enormi) piombò sul ponte mettendo in rotta la retroguardia russa. Nel momento in cui la fanteria russa fuggì, i corazzieri di d'Hautpoul conquistarono quattro cannoni e due stendardi. Napoleone fu talmente compiaciuto di d'Hautpoul e dei suoi uomini che il giorno successivo abbracciò l'enorme uomo davanti alla sua intera divisione. A sua volta d'Hautpoul era talmente contento da dichiarare che sarebbe morto per il suo imperatore.
L'inseguimento dei russi proseguì. Il 7 febbraio 1807 i francesi giunsero al villaggio di Eylau, al calare della notte. Nella confusione una parte dell'esercito finì nel villaggio, nonostante l'imperatore avesse eretto il campo a pochi chilometri di distanza. La pattuglia russa presente nel villaggio respinse i francesi appropriandosi delle proprietà dell'imperatore. I francesi reagirono, coinvolgendo sempre più soldati, ed alla fine i francesi conquistarono il villaggio grazie alla ritirata russa. Entrambi gli schieramenti persero 4000 persone nello scontro, con l'imperatore in camicia da notte. Accampandosi per la notte, si prepararono allo scontro del giorno seguente.
Il mattino dopo i due eserciti si affrontarono su campi congelati, coperti di torrenti ghiacciati e pozze, a loro volta coperti da neve e detriti. La neve e l'oscurità fecero in modo che nessuno dei due schieramenti fosse consapevole della differenza di numero di uomini ed artiglieria. Napoleone aprì lo scontro inviando gli uomini di Soult, che sfondarono il fianco destro russo. Per dar seguito a questo successo, ordinò agli uomini di Pierre Augereau di attaccare il centro sinistra. Non appena Augereau, il VII Corpo e la divisione di Sant'Ilario si mossero, il campo di battaglia fu colpito da una violenta bufera di neve. Gli uomini di Augereau scomparvero in una turbina bianca. Quando la neve si diradò, tutti si resero conto che le prime unità ad aver occupato il campo avevano sbagliato rotta. La linea di marcia avrebbe dovuto essere diretta al fianco russo. Senza punti di riferimento, si erano invece posizionati paralleli alla linea russa. L'artiglieria, nonostante fosse stupita di trovarsi un gruppo di francesi sulla linea di fuoco, iniziò a sparare, così come fece la fanteria russa posta su entrambi i lati di Augereau.
Il risultato fu devastante. 5 000 francesi caddero in pochi minuti, e lo scontro era sull'orlo del disastro. Non solo si trovavano di fronte al fuoco russo, ma anche l'artiglieria francese li colpiva. Gli uomini di Augereau collassarono sotto il fuoco incrociato, le baionette dei russi e la carica della cavalleria. Quando si ritirarono verso le proprie linee, Napoleone fu quasi catturato presso la chiesa di Eylau, dove aveva stabilito il proprio punto di osservazione, ma la sua cavalleria riuscì a respingere i russi.

#### Carica di Eylau
Per riempire la breccia lasciata dai decimati corpi di Augereau, Napoleone ordinò alle 10:30 del mattino l'intervento della cavalleria di riserva di Murat, 80 squadroni di 10700 cavalieri. Avrebbero dovuto coprire oltre due chilometri di campi innevati e dissestati, che non avrebbero permesso il galoppo. La riserva di Murat caricò i quadrati russi con due colonne: la cavalleria di Grouchy, i corazzieri di d'Hautpoul e i granatieri del generale Louis Lepic, 24 squadroni in tutto, si strinsero per colpire il centro russo. Fu in questo momento che Lepic commentò con la famosa frase "Su la testa, per Dio! Sono proiettili, non stronzi!" I cavalli di Grouchy, Lepic e d'Hautpoul sfondarono il centro, arretrarono e caricarono una seconda volta. Con la seconda carica sfondarono il secondo quadrato. A questo punto gli uomini di Grouchy furono respinti, ma i corazzieri di d'Hautpoul avanzarono ancora, raggiungendo le riserve russe.
A questo punto i cavalli erano sfiancati, ma d'Hautpoul caricò anche la terza linea, rompendo anch'essa. I cosacchi russi presenti nella riserva entrarono in gioco, ma la loro cavalleria leggera non poteva competere con i cavalli francesi, confiscati ai Prussiani l'anno prima. La fanteria russa aveva iniziato a riformare i quadrati dietro d'Hautpoul. Durante questa carica d'Hautpoul fu colpito da un bombardamento d'artiglieria, e ferito gravemente. I suoi uomini riuscirono a riportarlo dietro le linee francesi.
Un valletto di Napoleone raccontò:
(Louis Constant Wairy. Memoirs of Constant)
L'imperatore ordinò ai migliori chirurghi di occuparsi di d'Hautpoul. Questi furono in disaccordo sul trattamento da adottare. Nonostante il consiglio del medico militare Larrey, d'Hautpoul si rifiutò di farsi amputare una gamba, e morì pochi giorni dopo.

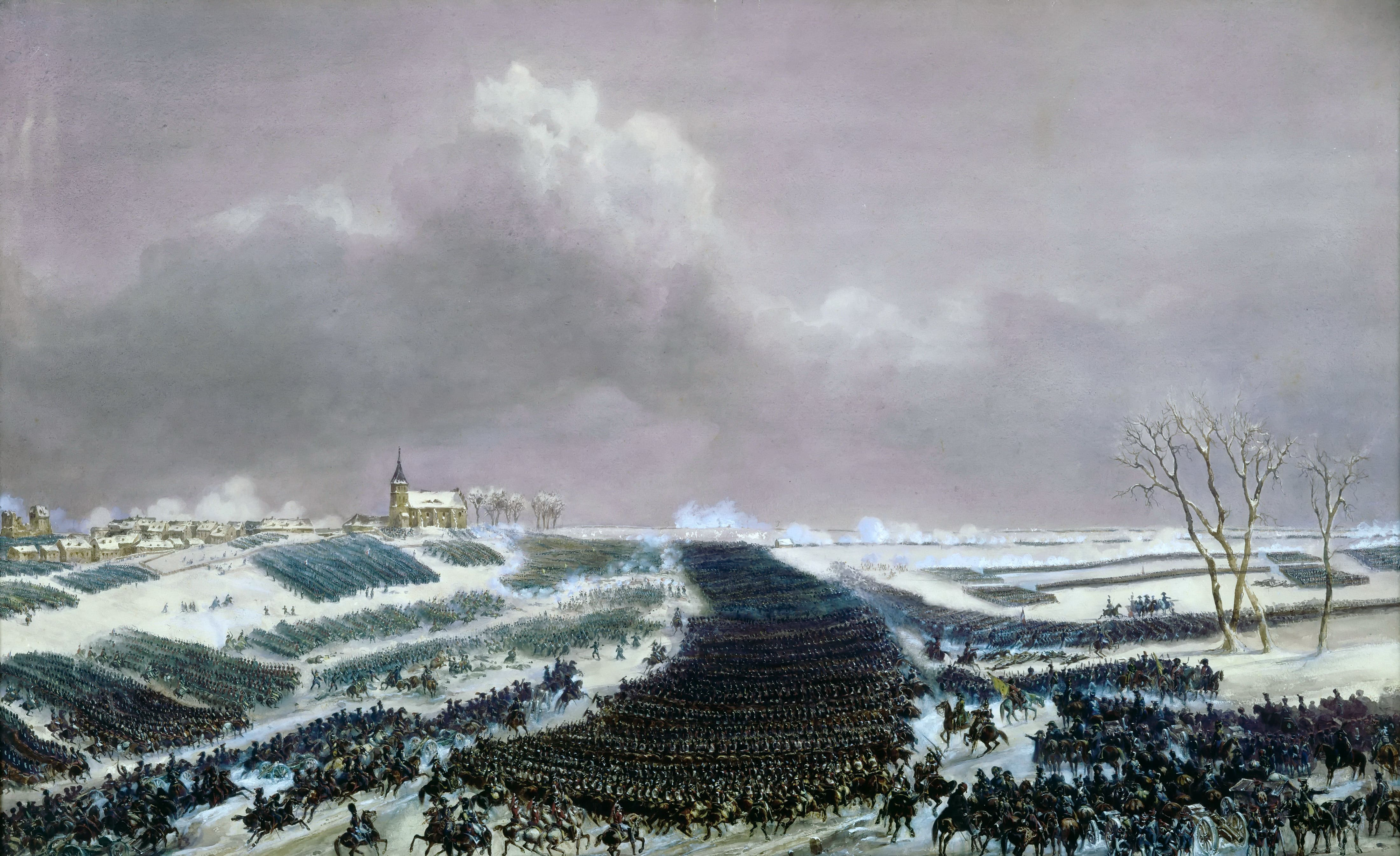
Alla battaglia di Eylau, i 10700 cavalieri di Murat caricano le linee russe. Lo stesso d'Hautpoul guidò tre cariche contro i quadrati di fanteria.

Vi sono contraddizioni nei registri riguardo alla data della morte: il registro della parrocchia di Eylau dice che è morto il 1º febbraio 1807, ma questa data è antecedente alla battaglia, ed è possibile che il sacerdote abbia dimenticato una cifra o, più probabilmente, che ci sia stato un errore di trascrizione. Altri registri parlano del giorno successivo alla battaglia (8 febbraio), o dell'11 febbraio, o ancora il 14. Sepolto originariamente presso Worienen, Il figlio, Alexandre Joseph Napoléon, ne riportò i resti in Francia nel 1840, per poterlo seppellire nella cripta di famiglia del cimitero di Père-Lachaise a Parigi. Il cuore di d'Hautpoul è conservato in una cripta dell'Hôtel des Invalides, ed il suo nome è scritto nella colonna 16 dell'Arco di Trionfo, e fu tra i primi 384 nomi ad esservi apparsi.